# Кочетовка (Мичуринский район)
Кочетовка — село в Мичуринском районе Тамбовской области России. 
Административный центр Кочетовского сельсовета. 

## География
Расположено на правом берегу реки Турмасовка. У южной окраины села проходит федеральная автодорога "Каспий"

## Название
Существует несколько версий происхождения названия села:
- по фамилии первопоселенца;
- от слова "кочет" - куры, петух; также а) флюгер с жестяным петухом или изображением; б) кол, всаженный в борт лодки, вместо уключины; кочет или кочетья – также разные столбики в поперечном бревне на барочной корме.

## История
В официальных документах Кочетовка впервые упомянута в 1676 году. Это позволяет предположить, что село основано во второй половине XVII века.

## Население
| 1989 | 2002  | 2010  |
| ---- | ----- | ----- |
| 904  | ↗1166 | ↘1137 |

Согласно результатам переписи 2002 года, в национальной структуре населения русские составляли 94 % от жителей.

## Известные уроженцы
- Мещеряков, Константин Назарович (1904—1979) — один из организаторов науки в Советском Союзе, руководитель Государственного Комитета по использованию атомной энергии, дважды лауреат Государственной премии СССР.